# Филофей (Ставридис)
Митрополи́т Филофе́й (греч. Μητροπολίτης Φιλόθεος, в миру Иоа́ннис Ставри́дис греч. Ιωάννης Σταυρίδης иногда фамилия — Папаконстанти́ну греч. Παπακωνσταντίνου; 21 ноября 1882, Катирли, Вифиния, Османская империя — 10 ноября 1963, Стамбул) — епископ Константинопольской православной церкви, митрополит Приконнийский (1943—1963).

## Биография
Родился в 21 ноября 1882 года в городке Катирли, в Вифинии, в Никомидии, в Османской империи.
В 1908 году окончил Халкинскую богословскую школу, защитив диссертацию на тему «Учение о Царствии Божием в Новом Завете» («Η περί της Βασιλείας του Θεού διδασκαλία της Καινής Διαθήκης»).
5 апреля 1908 года митрополитом Никомидийским Филофеем (Вриениосом) был рукоположен в сан иеродиакона и служил в дьяконском чине в Галаце, в Румынии.
15 августа 1910 года викарием Эфесской митрополии епископом Мириниским Александром (Диланасом) был рукоположен в сан иеромонаха и возведён в достоинство архимандрита. Был эпитропом Эфесской митрополии в Адрамитионе. Позднее назначен настоятелем монастыря Гиромериу (Ιεράς Μονής Γηρομερίου) и директором пастырской школы при нём. В 1913 году вернулся в Константинополь.
19 марта 1931 года был избран титулярным епископом Назианзским и 29 марта в церкви святой Кириакии в стамбульском квартале Кумкапы митрополитом Принкипонисским Фомой (Саввопулосом), митрополитом Лаодикийским Дорофеем (Георгиадисом) и митрополитом Филадельфийским Максимом (Вапордзисом) был рукоположен в епископский сан.
5 октября 1943 года был назначен управляющим Приконнийской митрополией.
Скончался 10 октября 1963 года в Стамбуле. 13 октября в патриаршем соборе святого Георгия патриарх Константинопольский Афинагор совершил чин отпевания, после чего состоялось погребение на кладбище пророка Илии в стамбульском районе Арнавуткёй.